# SBB Fc 2x3/4
Fc 2x3/4 12201 war bis zum Mai 1920 die Bezeichnung einer von vier Probelokomotiven, die die SBB im Juni 1917 bestellten. Seither wurde sie als  Ce 6/8I 14201 bezeichnet, auf Grund ihrer kofferähnlichen Vorbauten ist ihr Spitzname Köfferli-Lok oder auch Schlotterbeck.
Die Lokomotive sollte, wie auch ihre drei Schwestern Fb 2x2/3 11301, Fb 2x2/3 11302 und Fb 3/5 11201, auf der Gotthardbahn zum Einsatz kommen, um Erfahrungen für Serienbestellungen zu erhalten. Dass die Entwicklung bei den Güterzuglokomotiven anschliessend ganz anders verlief, war zum Zeitpunkt der Bestellung nicht vorherzusehen (siehe Ce 6/8II). Tatsache ist, dass die Fc 2x3/4 12201 erst nach der ersten Ce 6/8II ihren Betrieb aufnahm.

## Vorgeschichte
Im November 1913 wurde vom Verwaltungsrat der SBB die Elektrifizierung der Gotthardstrecke von Erstfeld bis Biasca beschlossen. Mit Ausbruch des Ersten Weltkrieges waren die SBB zu immer grösseren Fahrplaneinschränkungen wegen der Kohleknappheit gezwungen. Dies führte so weit, dass im Herbst 1918 an Sonntagen mit Ausnahme der Milchzüge keine Züge mehr fuhren.
Neben anderen Strecken wurde deshalb forciert auch die Gotthardstrecke für den elektrischen Betrieb hergerichtet. Diese Elektrifizierung war im Jahr 1920 abgeschlossen.
Für den Betrieb benötigten die SBB dringend Personen- und Güterzuglokomotiven.

## Pflichtenheft

Typenbild der SLM

Die SBB verlangten von der Industrie die Erfüllung des nachfolgenden Pflichtenheftes:
- Laufmetergewicht maximal 7 t/m
- maximale Achslast 18 t, später nach Anpassung der Infrastruktur 20 t
- Beförderung einer Anhängelast von 430 t bei einer Steigung von 26 ‰ mit 35 km/h
- Sicheres Anfahren dieser Last bei 26 ‰ und Beschleunigung auf 35 km/h innerhalb von 4 Minuten
- zwei Hin- und Rückfahrten Arth-Goldau–Chiasso innerhalb von 28 Stunden (780 km)
- elektrische Bremse zur Abbremsung des Lokomotivgewichts im Gefälle
- Überlastung um 20 % während 15 Minuten ohne Schäden

## Auftragsvergabe und Projektierung
Der Auftrag für die Güterzuglokomotive wurde wie folgt erteilt:
- BBC: Projektierung und Bau der Güterzuglokomotive
- SLM: mechanischer Teil.

Abgesehen von der Einhaltung des Pflichtenheftes gaben die SBB den Konstrukteuren grosse Freiheit beim Ausarbeiten der Entwürfe.

## Inbetriebnahme
Die Maschine wurde am 7. Juli 1919 abgeliefert und im Depot Bern stationiert. Die Inbetriebnahme dauerte ziemlich lange. Sie war erst im Dezember 1919 im Planeinsatz (eine Woche nach dem ersten Krokodil Ce 6/8II).

## Technik

### Kasten, Maschinen, Apparate
Die Güterzuglokomotive war wie die Probelokomotive F 2x3/3 der Bern-Lötschberg-Simplon-Bahn als laufachslose Lokomotive mit der Achsfolge C’C’ geplant. Es stellte sich aber bald heraus, dass die Gewichtslimiten des Pflichtenheftes nicht eingehalten werden konnten. Daher wurden die Drehgestellrahmen verlängert, um Platz für je eine Laufachse zu schaffen. Die Achsfolge änderte sich damit auf (1’C)(C1’). Mit der Anordnung der zwei Laufachsen hatte man keine Gewichtsprobleme mehr. Man konnte die Lokomotive äusserst massiv gestalten. Die Laufachsen hatten aber nur eine Achslast von knapp 10 t. Die Lastverteilung bei den Triebachsen war durch diese Anordnung auch sehr ungleich geworden. Jede der sechs Triebachsen, ausser den zwei mittleren, hatte eine andere Achslast (zwischen 13,4 t und 18,7 t).

### Der mechanische Teil

#### Fahrwerk
Das Fahrwerk bestand aus zwei Drehgestellen, in denen die Triebachsen gelagert waren. Die mittlere Triebachse hatte ein Seitenspiel von 2 × 25 mm. Aussen in den Drehgestellen befanden sich die Laufachsen. Diese waren als Adamsachsen konstruiert. Sie hatten ein Seitenspiel von 2 × 31 mm. Auf den Drehgestellrahmen waren aussen die zwei kofferähnlichen Vorbauten montiert.

#### Zugkraftübertragung
Die Übertragung der Zug- und Stosskräfte erfolgte von den Triebachsen auf die Drehgestelle. Von dort wurden die Kräfte auf die Zughaken und Puffer weitergeleitet. Die Übertragung der Kräfte zwischen den Drehgestellen erfolgte durch eine gefederte Kupplung ähnlich den Tenderkupplungen bei den Dampflokomotiven. Über den Lokomotivkasten wurden keine Zug- und Druckkräfte übertragen.

#### Antrieb
In jedem Drehgestell waren zwischen der zweiten und dritten Triebachse zwei Fahrmotoren eingebaut. Diese trieben mittels gefederter Ritzel das gemeinsame Grosszahnrad auf der Vorgelegewelle an. Von der Vorgelegewelle erfolgte die Übertragung mit einer Schrägstange (Winterthurer Schrägstangenantrieb), die auf einen Zapfen wirkte. Dieser Zapfen sass auf der Kuppelstange von der ersten zur zweiten Triebachse schräg oberhalb des Kurbelzapfens der ersten Triebachse. Von der zweiten Triebachse wurde dann mit einer weiteren Kuppelstange die Antriebskraft an die dritte Triebachse weiterübertragen.

#### Lokomotivkasten
Der Lokomotivkasten bestand aus einem durchgehenden Brückenträger. Auf diesem waren die Kastenelemente aufgeschraubt. Der Kasten war mit Drehzapfen auf den Drehgestellen befestigt. Diese Drehzapfen hatten Längsspiel, damit keine Zug- und Druckkräfte über den Kasten übertragen wurden. Der Lokomotivkasten war zusätzlich mit Federn seitlich stabilisiert. Er war fast baugleich mit demjenigen der Fb 2x2/3 11302.

#### Bremsanlage
Die automatische Westinghouse-Bremse und die Regulierbremse wirkten pro Drehgestell auf die Triebachsen. Die Laufachsen waren ungebremst. Jeder Führerstand hatte eine Handbremse, die auf das jeweilige Drehgestell wirkte.

### Der elektrische Teil

#### Hauptstromkreis
Der Strom floss über die Stromabnehmer zu den Stromabnehmertrennmessern. Von diesen wurde er weitergeleitet zum Erdungstrennmesser. Über den Öl-Hauptschalter wurde der Strom dem ölgekühlten Transformator zugeführt. Dieser befand sich in der Mitte des Lokomotivkastens. Die mächtige Blitzschutzspule auf dem Kastendach wurde später entfernt, da sie sich als nicht notwendig erwies.
Der Transformator war ölgekühlt, wobei eine rotierende Ölpumpe, die mit den Fahrmotoren parallelgeschaltet war, das Kühlöl durch die aussen am Kasten befindlichen Kühlrohre presste, wo es vom Fahrtwind gekühlt wurde. Diese Anordnung gab dieser Lokomotive wie auch der Fb 2x2/3 11302 und später den Be 4/6 12303-12342 ihr unverwechselbares Aussehen.
Die Regelung der Spannung erfolgte mit einem Flachbahn-Stufenschalter, der die 18 Anzapfungen auf der Niederspannungsseite des Transformators abgriff. Damit konnten 230 V bis 1'300 V den in Serie geschalteten Fahrmotoren zugeführt werden. Jede der zwei Fahrmotorgruppen hatte einen Wendeschalter.

#### Hilfsbetriebe
Über die unterste Transformatoranzapfung mit 230 V waren über eine Hauptsicherung folgende Hilfsbetriebe angeschlossen:
- die zwei Kompressoren
- der Umformer zur Batterieladung
- die Führerstandsheizung
- die Fusswärmeplatten
- die Ventilatoren der Fahrmotoren
- die Ölpumpe
- die Ölwärmeplatte im Führerstand I

Über die 1000-V-Anzapfung am Transformator war über einen elektropneumatisch betätigten Heizhüpfer die Speisung der Zugheizung angeschlossen.
Die Steuer- und Beleuchtungsstromkreise wurden von den Batterien mit 36 V Gleichstrom gespeist. Für die Ladung der Batterien war im Vorbau II ein Umformer eingebaut.

#### Elektrische Bremse
Bei der ursprünglich sechsachsig geplanten Lokomotive konnte die für die langen Gefällestrecken wünschbare elektrische Bremse aus Gewichtsgründen nicht eingebaut werden.
Aber schon 1920 wurde kurz nach der Inbetriebnahme eine Rekuperationsbremse installiert und, zuerst nur mit zwei Motoren, zwischen Kandersteg und Frutigen erprobt. Die Resultate waren ermutigend. Die Anlage wurde deshalb für den Betrieb am Gotthard vervollständigt.
Die Bremsung erfolgte nach folgendem Prinzip: Ein rotierender Phasenumformer speiste die Motorfelder (Statoren) der Fahrmotoren. Die so fremderregten Rotoren gaben über den Transformator Strom an die Fahrleitung zurück.
Die Bremse war äusserst leistungsfähig. Am Gotthard konnten mit ihr 300 t bei 26 ‰ in Beharrung gehalten werden. Sie war aber in ihrem Aufbau kompliziert und in der Bedienung schwierig. Ab und zu sollen gewaltige Überschläge passiert sein. Es fanden auch mehrere Hauptschalter-Explosionen statt. 1931 wurde deshalb die ganze Einrichtung ausgebaut.

## Betriebseinsatz
Die Fc 2x3/4 kam im Dezember 1919 in den Planeinsatz. Sie führte Güter- und Personenzüge zwischen Bern und Spiez.
Am 20. Januar 1920 wurde die Lokomotive von den SBB übernommen. Vom März 1920 bis zum Oktober 1920 wurde die Rekuperationsbremse zwischen Frutigen und Kandersteg getestet.
Als Ce 6/8I 14201 nahm sie am 18. Oktober 1920 ihren Plandienst wieder auf. Die Fahrten führten dabei nie weiter als Spiez. Im März 1921 wurde sie an den Gotthard versetzt.
Da die Fc 2x3/4 fast gleichzeitig mit der ersten Ce 6/8II in Betrieb kam und die zweite Ce 6/8II auch gleich folgte, gab es mit der Probelokomotive ausser der Rekuperationsbremse nichts mehr zu erproben. Die manchmal sogar in der Fachliteratur erwähnte Bezeichnung «Prototyp» für die Lokomotive Fc 2x3/4 ist also falsch, denn die Ce 6/8II war von Grund auf eine Neukonstruktion.
Ihr erstes Einsatzfeld am Gotthard war vom Depot Erstfeld aus, wo sie Ce-6/8II-Dienste verrichtete. Von 1925 bis 1930 war die Lokomotive dem Depot Biasca zugeteilt. Ihre Aufgaben hier waren Vorspanndienste nach Airolo beim Südportal des Gotthardtunnels. Vorteilhaft erwies sich dabei das Vorhandensein der Rekuperationsbremse, da die Lokomotive, so gebremst, alleine nach Biasca zurückkehren konnte.
Nachdem die Rekuperationsbremse ausgebaut war, kehrte sie 1931 nach Erstfeld zurück. Im Jahr 1938 kam die Versetzung zum Depot Basel. Hier oblag ihr die Führung verschiedener Güterzüge. Die Basler Lokomotivführer schätzten zwar ihre doch etwas dürftigen Laufeigenschaften nicht, andererseits aber ihre Zugkraft im unteren Geschwindigkeitsbereich.
1961 wurden zwei Fahrmotoren schwer beschädigt. Da aber die Expo 64 (Schweizerische Landesausstellung) vor der Türe stand, wurde beschlossen, eine Neuwicklung der zwei defekten Motoren vorzunehmen. Mit Ballastgewichten wurde die Maschine im Tessin eingesetzt, während die Fahrmotoren repariert wurden. Anschliessend wurden die zwei Motoren wieder eingebaut und die anderen zwei revidiert.
Sie kam dann noch zu beachtlichen Laufleistungen:
- 1963: 101'000 km
- 1964 (Expo-Jahr): 65'000 km

Später nahmen aber die Leistungen rapid ab:
- 1965: 19'000 km
- 1966: 4'000 km

Zum Schluss ihrer Karriere wurde die Ce 6/8I noch als Bremsversuchslokomotive gebraucht, bevor sie 1982 ausrangiert und dem Verkehrshaus der Schweiz übergeben wurde und seit 2025 dort wieder ausgestellt ist. Sie ist damit als Ausstellungslokomotive zusammen mit den Lokomotiven des Versuchsbetriebs Seebach-Wettingen (Fc 2x2/2 12101 und Fc 2x2/2 12102) als Exponat des Beginns der elektrischen Traktion der Nachwelt erhalten geblieben. Sie hatte zu diesem Zeitpunkt 2'500'000 km zurückgelegt.